# Lukas Schubert (Faustballspieler)
Lukas „Schubi“ Schubert (* 10. Dezember 1987 in Berlin) ist ein ehemaliger deutscher Faustballspieler. Er spielte bis zum Sommer 2022 in der Feld- und Hallensaison beim VfK Berlin in der 1. Bundesliga Nord. Schubert wurde mit der deutschen Nationalmannschaft 2011, 2015 und 2019 Weltmeister, 2013 und 2017 Sieger der World Games, sowie 2014, 2016 und 2018 Europameister.

## Karriere
Schubert spielte im Angriff. Als Linkshänder im Team nahm er die Position auf der rechten Angriffsseite ein. Schubert hat seit 2005 sämtliche Nationalteams durchlaufen. So gelang ihm 2006 der Gewinn der Jugend-WM im südamerikanischen Chile. Im U21-Team erreichte er das Maximum und gewann von 2007 bis 2009 drei Europameisterschaften. 2011 gab er sein Länderspiel-Debüt und ist seitdem fester Bestandteil der deutschen Nationalmannschaft. Kurz darauf gewann er mit dem deutschen Team die Weltmeisterschaft im benachbarten Österreich. Bei dem World-Games-Sieg 2013 in Kolumbien war er ebenfalls Mitglied der deutschen Mannschaft. Im August 2014 sicherte er sich als Teil der Europameistermannschaft im schweizerischen Olten gegen den Gastgeber den letzten ihm noch fehlenden Titel.
Mit dem Verein wurde Lukas Schubert 2009 Deutscher Meister im Feldfaustball. Dieser Titel konnte im August 2017 wiederholt werden. Zusätzlich konnte Schubert mit dem VfK 1901 Berlin im März 2018 auch erstmals in der Halle die Deutsche Meisterschaft erringen. In den Jahren 2011 (Přelouč, Tschechien), 2012 (Berlin, Deutschland) und 2016 (Linz, Österreich) machte er sich mit dem VfK Berlin auf der internationalen Bühne aufmerksam. Hier konnte man jeweils den 2. Platz beim IFA-Pokal erreichen. Der bisher größte internationale Erfolg auf Vereinsebene war der Gewinn der Silbermedaille beim Champions-Cup in Mannheim 2017, in Wigoltingen (Schweiz) 2018 und in Pfungstadt 2019. Auch beim Hallen-Champions-Cup konnte Schubert die Silbermedaille 2019 in Diepoldsau (Schweiz) erstmals mit seiner Vereinsmannschaft erringen.
Ende September 2019 gab Lukas Schubert seinen Rücktritt aus der Nationalmannschaft bekannt. Er bestritt insgesamt 90 Länderspiele im C-, B- und A-Kader. Mit Ablauf der Feldsaison 2022 gab er auch den Rücktritt aus der Bundesligamannschaft des VfK 1901 Berlin bekannt. Seit 2022 ist er als Spielanalyst, Angreifertrainer und Delegationsleiter im Betreuerstab der Nationalmannschaft tätig.

## Erfolge
Nationalmannschaft
- 2004: U18-Europameister (Düsseldorf, Deutschland)
- 2005: U18-Weltmeister (Santiago de Chile, Chile)
- 2006: U21-Europameister (Unterhaugstett, Deutschland)
- 2007: U21-Europameister (Salzburg, Österreich)
- 2008: U21-Europameister (Karlsdorf, Deutschland)
- 2011: Weltmeister (Österreich)
- 2012: 3. Platz Europameisterschaft (Schweinfurt, Deutschland)
- 2013: World-Games-Sieger (Cali, Kolumbien)
- 2014: Europameister (Olten, Schweiz)
- 2015: Weltmeister (Provinz Córdoba, Argentinien)
- 2016: Europameister (Grieskirchen, Österreich)
- 2017: World-Games-Sieger (Breslau, Polen)
- 2018: Europameister (Adelmannsfelden, Deutschland)
- 2019: Weltmeister (Winterthur, Schweiz)

Verein
- 2009: Deutscher Meister (Feld)
- 2010: Deutscher Vizemeister (Feld)
- 2011: 2. Platz IFA-Pokal (Přelouč, Tschechien)
- 2012: Deutscher Vizemeister (Feld)
- 2012: 2. Platz IFA-Pokal (Berlin, Deutschland)
- 2013: Deutscher Vizemeister (Feld)
- 2014: Deutscher Vizemeister (Feld)
- 2015: Deutscher Vizemeister (Feld)
- 2016: Deutscher Vizemeister (Halle)
- 2016: 2. Platz EFA-Cup (Linz, Österreich)
- 2017: 3. Platz Champions-Cup (Freistadt, Österreich)
- 2017: 2. Platz Champions-Cup (Mannheim, Deutschland)
- 2017: Deutscher Meister (Feld)
- 2018: Deutscher Meister (Halle)
- 2018: 2. Platz Champions-Cup (Wigoltingen, Schweiz)
- 2018: Deutscher Vizemeister (Feld)
- 2019: 2. Platz Hallen-Champions-Cup (Diepoldsau, Schweiz)
- 2019: 2. Platz Champions-Cup (Pfungstadt, Deutschland)

## Familie
- Roland Schubert (Faustballtrainer)
- Ulrike Schubert (Faustballerin, VfK 1901 Berlin (2. Liga Ost))
- Lauritz Schubert (Faustballer, VfK 1901 Berlin II (Verbandsliga-Berlin))

## Ehrungen
Am 25. Oktober 2013 wurde Schubert für den World-Games-Titel in Kolumbien durch Bundespräsident Joachim Gauck für den sportlichen Erfolg mit dem Silbernen Lorbeerblatt geehrt. Im Rahmen einer Feier, die von Johannes B. Kerner moderiert wurde, bekam er die höchste Auszeichnung für deutsche Sportler überreicht. Auch im Jahre 2017 wurde er wieder mit dem Silbernen Lorbeerblatt, diesmal von Frank-Walter Steinmeier, ausgezeichnet.